# Украинская православная церковь в Канаде
Украи́нская правосла́вная це́рковь Кана́ды (укр. Українська православна церква Канади, англ. The Ukrainian Orthodox Church of Canada (UOCC)) — православная Церковь, находящаяся в юрисдикции Константинопольского Патриархата, объединяющая преимущественно канадцев украинского происхождения.
До 1990 года называлась Украинская Греко-Православная Церковь Канады. 1 апреля 1990 года принята в юрисдикцию Константинопольского Патриархата с изменением названия на современное.
Административный центр — в городе Виннипег, Канада: 9 St John’s Ave Winnipeg, Manitoba R2W 1G8.

## История
В июле 1918 года в городе Саскатун, Саскачеван, была образована церковная община и братство под названием Ukrainian Greek Orthodox Church of Canada (UGOCC). Братство, в которое вошли также и бывшие униаты, выступило с осуждением Брестской унии. В поисках епископского возглавления члены общины обратились к русскому епископу Алеутскому и Северо-Американскому Александру (Немоловскому), который первоначально согласился возглавить общину, но впоследствии отказался.
28 декабря 1918 года открылся Первый собор УГПЦК, итогом которого было открытие семинарии в Саскатуне.
Второй собор открылся 27 ноября 1919 года в присутствии митрополита Илиопольского и Селевкийского Германа (Шехади) (Антиохийский патриархат), который возглавлял УГПЦК в течение последующих пяти лет.
С 1924 года УГПЦК перешла в архипастырское окормление архиерея неканонической Украинской автокефальной православной церкви Иоанна Теодоровича (1924—1946). Несмотря на все противоречия, вызванные законностью рукоположения епископа Иоанна, его юрисдикция стала крупнейшей среди украиноязычных — в США и Канаде ему подчинялось около 300 приходов, которые обслуживали 60 священников, 20 приходов было в Бразилии. При этом канадская часть церкви сохранила определённую автономию из-за самостоятельной регистрации. Благодаря значительной украинской миграции, на 1940 год УАПЦ в Канаде была самой крупной православной юрисдикцией в Канаде, насчитывая около 150 приходов
В 1948 году верующие УГПЦК отделились от Иоанна (Тодоровича), и в 1949 году их возглавил Мстислав (Скрипник); с 1951 года — митрополит Иларион (Огиенко).
В 1950-х годах церковь установила связь с Украинской православной церковью заграницей. Ещё в 1945 году была основана Коллегия святого Андрея, которая до сих пор остаётся единственным украинским православным институтом в Канаде.
В 1951 году церковь стала митрополией, и в её составе были учреждены две епархии. К этому времени в церкви было 270 приходов, 76 священников и около 140 тысяч верующих. В 1959 году была образована третья епархия.
В 1959 году Собор епископов УГПЦК объявил акт анафематствования гетмана Ивана Мазепы священноначалием Русской православной церкви «грубо политическим, а потому неканоническим» и постановил считать анафему «недействительной и несуществующей»; гетман Мазепа был провозглашён «одним из великих церковно-государственных мужей», за которого благословлялось совершать заупокойные поминовения.
Попытки урегулировать канонический статус церкви увенчались успехом 1 апреля 1990 года, когда Украинская греко-православная церковь Канады была принята в юрисдикцию Константинопольского патриархата с изменением названия.
В 2005 году глава Украинской православной церкви Канады Иоанн (Стинка) издал послание, в которой выступил против практики совместного причащения («интеркоммуниона») с неправославными, поскольку подобное совместное причащение осуждается учением Православной церкви, оно не будет впредь допускаться в УПЦК. В документе было особо отмечено, что это «касается также католиков восточного обряда, невзирая на любые противоположные утверждения».
В июле 2010 года XXII собор УПЦК принял отставку митрополита Иоанна и избрал его преемника, которым стал архиепископ Георгий (Калищук).
Митрополит Илларион 25 августа 2023 года призвал духовенство провести на приходах обсуждение возможности перехода на новоюлианский календарь после перехода христианских церквей на Украине. 1 декабря 2023 стало известно, что с 20 декабря 2023 УПЦ Канады переходит на новоюлианский календарь.

## Современное состояние
В церкви в качестве литургических языков употребляются церковнославянский, украинский, английский и французский языки.
В настоящее время в Церкви имеется 3 епископа (считая предстоятеля), один из которых пребывает на покое. Церковная структура состоит из трёх епархий: Центральная епархия, Западная епархия и Восточная епархия.
В Канаде насчитывается около 200 церквей и часовен и около 100 священников.
В 1961 году было зарегистрировано 119 тыс. членов этой Церкви, а к 2004 году около 11 тысяч.
Резиденция предстоятеля находится в Виннипеге, здесь же действуют духовная консистория, Коллегия святого Андрея и издательский отдел.

## Предстоятели
- Герман (Шехади) (27 ноября 1919 — 1924) в/у
- Иоанн (Теодорович) (1924—1946)
- Мстислав (Скрипник) (12 мая 1947 — 19 июня 1950)
- Поликарп (Сикорский) (15 июля 1950 — август 1951) в/у
- Иларион (Огиенко) (8 августа 1951 — 29 марта 1972)
- Михаил (Хороший) (весна 1972 — 2 июля 1975)
- Андрей (Метюк) (2 июля 1975 — 2 февраля 1985)
- Василий (Федак) (15 июля 1985 — 10 января 2005)
- Иоанн (Стинка) (20 ноября 2005 — 18 июля 2010)
- Георгий (Калищук) (30 августа 2010 — 11 июля 2021)
- Иларион (Рудник) (11 июля 2021 — 22 июля 2022) в/у
- Иларион (Рудник) (с 22 июля 2022)